# Габровица при Чрнем Калу
Габровица при Чрнем Калу (словен. Gabrovica pri Črnem Kalu, итал. Gabrovizza) је насељено место у општини Копар, Обално-Крашка регија, Словенија.

## Историја
До територијалне реорганизације у Словенији била је у саставу старе општине Копар.

## Становништво
У попису становништва из 2011. године, Габровица при Чрнем Калу имала је 95 становника.
| Број становника према пописима | Број становника према пописима | Број становника према пописима |
| ------------------------------ | ------------------------------ | ------------------------------ |
| 1991                           | 2002                           | 2011                           |
| 67                             | 76                             | 95                             |

Напомена: До 1953. исказивано под именом Габровица.